# Bernard Bosanquet
Bernard Bosanquet [bernard bosankue], angleški filozof in politični teoretik, * 14. julij 1848, Rock Hall, Northumberland, Anglija, Združeno kraljestvo, † 8. februar 1923, London.
Bil je zagovornik Heglove teorije o “idealnosti končnega”, ki se vrti okrog ideje, da je končno manj resnično od neskončnega. V enem izmed svojih najbolj znanih del - Filozofska teorija države (Philosophical Theory of the State) je Heglovo teorijo povezal z državo kot celoto. Njegovo delo je imelo velik vpliv na takratne mislece in filozofe, katerih velik delež ga je po njegovi smrti tudi kritiziralo.

## Življenje
Bernard Bosanquet se je rodil 14. julija 1848 v kraju Rock Hall v bližini Alnwicka v Angliji. Bil je najmlajši od petih sinov anglikanskega duhovnika Roberta Williama Bosanqueta, poročenega s Caroline Bosanquet, rojeno MacDowall. Med leti 1862 in 1867 je študiral na univerzi v Harrowu in na Balliol College, med obiskovanjem univerze Oxford (1867-1870) pa se je začel zelo zanimati za nemško idealistično filozofijo, k čemur je veliko pripomogel eden izmed njegovih učiteljev, T.H. Green. Na oxfordski univerzi je diplomiral z odliko. Po končanem študiju je bil na predlog F.H. Bradleya izglasovan v društvo University College-a v Oxfordu. Tam je v naslednjih nekaj letih poučeval zgodovino logike in zgodovino filozofije etike. Po očetovi smrti leta 1880 se je odpravil v London, kjer je bil aktiven v raznih izobraževalnih in socialnih organizacijah. Med temi so bile najpomembnejše London Ethical Society, the Charity Organisation Society in London School of Ethics and Social Philosophy. V Londonu se je začel podrobneje ukvarjati tudi s filozofijo. V tem času je izšlo največ njegovih pomembnejših del, kot na primer Psychology of the Moral Self in The Philosophical Theory of the State. Bil je tudi član združenja the Aristotelian Society, kjer je bil leta 1888 podpredsednik, med leti 1894 in 1898 pa predsednik. Leta 1903 se je odpravil na Škotsko, kjer je delal kot profesor moralne filozofije na univerzi St. Andrews. V tistem času se je znatno poslabšalo tudi njegovo zdravje. Že čez pet let se je odločil za upokojitev. Preselil se je v vasico Oxshott v neposredni bližini Londona. V pokoju je večino časa namenil filozofskemu pisanju in družbenim delom. Leta 1910 je bil na univerzi v Edinburgu imenovan za lektorja t. i. Giffordovih predavanj, katerih namen je promovirati in širiti znanje na področju naravne teologije. Bosanquetova predavanja so povzročila kup težav in kritičnih odzivov na njegove filozofske poglede, še posebej na področju metafizike, logike in etike. To pa je bilo ravno nasprotje tistega, kar si je želel doseči, in sicer to, da bi našel skupno podlago in značilnosti različnih filozofskih mišljenj. Umrl je 8. februarja 1923 v Londonu v 75. letu starosti.

## Filozofsko delo in prepričanja
Bosanquet se je v mnogih svojih prepričanjih opiral na Hegla. V njegovem delu Enciklopedija (Ecyclopedia), 95. Del, Hegel piše o “idealnosti končnega”. Ta koncept razlaga prepričanje, da je končno manj resnično od neskončnega, saj je končno omejeno, neskončno pa ne. Medtem, ko karakteristiko končnega narekujejo druge končne oblike, neskončno karakterizira samo sebe in to po Heglu naredi neskončno bolj resnično od končnega. Prav tako meni, da se neskončno in končno dopolnjujeta in skupaj tvorita stvarnost. To filozofijo je prav tako uporabil v svojem delu Filozofija Države (Philosophical Theory of the State) kjer obravnava državo kot celoto, državljane pa kot posamezne “dele celote”; torej so posamezniki manj resnični in pomembni kot celota sama. Kljub temu je Bosanquet menil, da država ne bi smela imeti pravice posegati v odločitve posameznika (dokler te ne škodijo državi sami). Relacijo med državljanom in državo opisuje v svojem delu Uvod v Heglovo Filozofijo fine Umetnosti (The introduction to Hegel’s Philosophy of Fine Art). Bosanquet meni, da idealenega svobodnega državljana k opravljanju državljanskih dolžnosti veže le prepričanje in prepričanje samo. To, da opravlja državljanske dolžnosti po svojih odločitvah ga naredi svobodnega in poveže v skupnost kot celoto. Zakoni in pravila družbe glede na to teorijo niso dovolj za progresivno in uspešno družbo, kjer je posameznik kjub dolžnostim svoboden. Potrebno je tudi posameznikovo razumevanje pomena pravil in zakonov, ki mu jih narekuje družba oziroma država.
Bosanquetove publikacije o metafiziki izvirajo iz poznih osemdesetih let 20. stoletja, vendar je šele v zgodnjih 1910-ih, ko je bil v šestdesetih letih, objavil svojo izčrpno izjavo o tej temi - njegova predavanja na Giffordu, Princip individualnosti in vrednosti ter Vrednost in usoda posameznika. Potrebno je vedeti, da je šele po tem, ko je razvil svoje poglede na etiko, socialno delo, filozofsko psihologijo in politično filozofijo, njegovo delo v metafiziki prevzelo svojo končno obliko.
Bosanquetovi prvi eseji o metafiziki - "Ali je um sinonim za zavest?" In "Kaj se zgodi v prostovoljnem dejanju?" - se osredotočajo na naravo uma, 1893-94 pa je ponudil tečaj predavanj, kateri je postal temelj njegove knjige , Psihologija moralne samouprave (1897). Njegovi nasprotniki (kot sta David Hume, JS Mill in Alexander Bain), so menili, da to misel sestavljajo ločeni diskretni podatki čutov in "psihološke narave posameznika", Bosanquet pa je iz sosednjih odnosov teh podatkov trdil, da človek ne more ločiti od vsega, kar predstavlja njegov svet.

## Dela

### Knjige
- The Principle of Individuality and Value, Macmillan, 1912. (Gifford Lectures, 1910–12)
- The Value and Destiny of the Individual, Macmillan, 1923. (Gifford Lectures, 1910–12)
- The Philosophical Theory of The State (1899/2001), Kitchener: Batoche Books
- Knowledge and Reality: A Criticism of Mr F H Bradley's Principles of Logic (1885)
- The Introduction to Hegel's Philosophy of Fine Art translated and edited (1886)
- Logic, or The Morphology of Knowledge in two volumes: Volume 1, Volume 2 (1888; revised edition 1911)
- The Essentials of Logic, being ten lectures on Judgment and Inference (1895)
- Essays and Addresses (1891)
- A History of Aesthetic (1892, second edition 1904)
- The Civilization of Christendom, and other studies (1893)
- A Companion to Plato's Republic for English readers (1895)
- The Education of the Young in the Republic of Plato translated from Books 2,3 and 4(1901)
- Psychology of the Moral Self (1904)
- The Meaning of Teleology: a lecture read to the British Academy in 1906
- The Distinction Between Mind And Its Objects (1913)
- Three Lectures on Aesthetic (1915)
- Social and International Ideals: being studies in patriotism (1917)
- Some Suggestions In Ethics (1919)
- Croce's Aesthetic: a lecture read to the British Academy in 1919
- Implication and Linear Inference (1920)
- What Religion is (1920)
- The Meetings of Extremes in Contemporary Philosophy (1921)

### Članki
- Review of Benno Erdmann's Logik. Bd. 1. Logische Elementarlehre (Halle: Niemeyer 1892) by Bosanquet in Mind (1892), N.S. No. 2